# Alice Tegnér

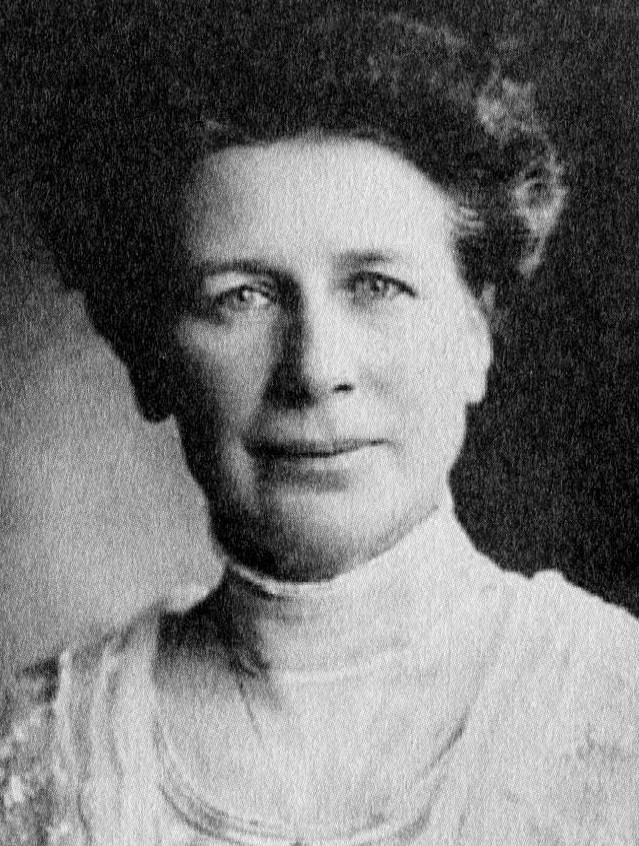
Alice Tegnér um 1910

Alice Charlotta Tegnér (* 12. März 1864 in Karlshamn, Schweden als Alice Sandström; † 26. Mai 1943 in Stockholm) war eine schwedische Komponistin von Kinderliedern. Ihr bekanntestes Werk ist das Weihnachtslied Betlehems stjärna (Gläns över sjö och strand, zu einem Text von Viktor Rydberg).

## Leben
Alice Sandström war die Tochter eines Kapitäns. Ihre ersten Lieder komponierte sie auf dem Piano, das ihr Vater in der Kajüte seines Schiffes stehen hatte. Um ihre musikalische begabung weiter zu fördern, schickte ihr Vater sie 1877 nach Stockholm, wo sie die Åhlinska skolan besuchte und Klavierunterricht bei Hermann Berens erhielt. Als jedoch der Vater 1879 tödlich verunglückte, musste der Plan einer Karriere als Musikerin aufgegeben werden. Alice besuchte nun das Höhere Lehrerinnenseminar (Högre lärarinneseminariet), das sie 1883 mit dem Examen abschloss. Als Gouvernante im Haus des Verlegers Frans Beijer lernte sie dessen Schwager Jakob Tegnér kennen, einen Juristen und Geschäftsmann sowie Enkel des Bischofs und Dichters Esaias Tegnér. Sie heirateten 1885 und zogen 1891 in den neu errichteten Villenvorort Djursholm, einen Stadtteil von Danderyd. Dort arbeitete sie als Organistin und Kantorin in der Kirchengemeinde, in der Natanael Beskow predigte, der Ehemann ihrer Freundin Elsa Beskow, die ebenfalls Mitglied im Frauenkulturverein Sällskapet Nya Idun war. Sie schrieb auch Kinderlieder für ihre Söhne Gösta (* 1887) und Torsten (* 1888, später ein bekannter Sportjournalist) und vertonte Gedichte, die sie in deren Bilderbüchern fand. Eine Sammlung dieser Werke wurde 1892 erstmals durch ihren Schwager Fredrik Skoglund unter dem Titel Sjung med oss, Mamma (Sing mit uns, Mama) veröffentlicht. Bis 1934 erschienen insgesamt neun Hefte. Elsa Beskow steuerte öfters die Illustrationen bei. Neben ihren mehr als 100 Kinderliedern komponierte Tegnér auch Chorwerke und Kammermusik im Stil der Romantik. Ab 1917 komponierte sie auch Ballettmusik für die Tänzerin Anna Behle.
Die Familie zog  1912 nach Tullinge (heute in der Gemeinde Botkyrka). Dort fühlte sich Alice Tegnér jedoch nicht wohl. Nach dem Tod ihres Mannes 1926 zog sie in das Stadtzentrum von Stockholm. Dort starb sie 1943 an Lungenentzündung. Sie ist auf dem Friedhof von Djursholm bestattet.

## Ehrungen

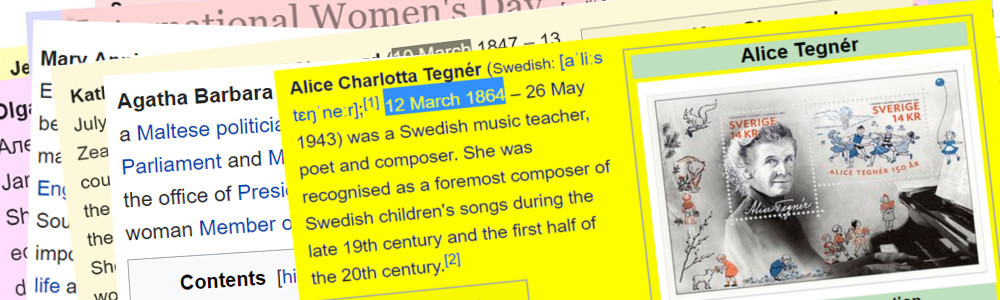
Briefmarke der schwedischen Post von 2014

- 1914 erhielt sie durch den König die Medaille Litteris et Artibus
- 1924 gewann sie den ersten, zweiten und dritten Preis in einem von der Musikakademie ausgeschriebenen Wettbewerb für Komponistinnen
- 1926 wurde sie als Mitglied in die Königlich Schwedische Musikakademie aufgenommen
- 1939 wurde zu Ehren ihres 75. Geburtstags der Alice Tegnér Fonden gestiftet. Sein erstes Projekt war Nu ska vi sjunga, ein Liederbuch für die Schule, das 1943 erstmals erschien und bis 2018 immer wieder neu aufgelegt wurde
- 1964 stiftete ihre Geburtsstadt Karlshamn das Alice Tegnér-stipendium
- 1993 wurde der Alice Tegnér-musikpriset erstmals verliehen
- 2006 wurde die Alice Tegnér Sällskapet gegründet
- 2014 gab die schwedische Post eine Briefmarke heraus

## Werke (Auswahl)

### Kinderlieder
- Blåsippor (Text von Anna Maria Roos)
- Borgmästar Munthe
- Bä, bä, vita lamm
- Dansa min docka
- Ekorrn satt i granen
- Julbocken
- Lasse liten
- Mors lilla Olle
- När lillan kom till Jorden
- Sockerbagaren
- Sov du lilla videung
- Tre pepparkaksgubbar
- Ute blåser sommarvind
- Vart ska du gå min lilla flicka

### Kirchenlieder
- Betlehems stjärna (Text von Viktor Rydberg)
- Var är den Vän, som överallt jag söker (Text von Johan Olof Wallin)